# Giải Sao Thổ cho phim hoạt hình hay nhất
Giải Sao Thổ cho phim hoạt hình hay nhất là một trong các giải Sao Thổ dành cho phim hoạt hình, được bầu chọn là hay nhất trong năm. Giải này được lập từ năm 2002.

## Các phim đoạt giải & được đề cử
- 2002 (lần giải thứ 29) Sen to Chihiro no kamikakushi (Spirited Away)
  - Ice Age
  - Lilo & Stitch
  - Treasure Planet
- 2003 (lần giải thứ 30) Finding Nemo
  - Brother Bear
  - Looney Tunes: Back in Action
  - Sinbad: Legend of the Seven Seas
- 2004 (lần giải thứ 31) The Incredibles
  - The Polar Express
  - Shark Tale
  - Shrek 2
- 2005 (lần giải thứ 32) Tim Burton's Corpse Bride
  - Chicken Little
  - Hauru no ugoku shiro (Howl's Moving Castle)
  - Hoodwinked!
  - Madagascar
  - Wallace & Gromit: The Curse of the Were-Rabbit
- 2006 (lần giải thứ 33) Cars
  - Flushed Away
  - Happy Feet
  - Monster House
  - Over the Hedge
  - A Scanner Darkly
- 2007 (lần giải thứ 34) Ratatouille
  - Beowulf
  - Meet The Robinsons
  - Shrek the Third
  - The Simpsons Movie
  - Surf's Up